# Altrose
Altrose (hay Altroza) là một loại đường aldohexose.D -Altrose là một monosacarit không tự nhiên. Nó hòa tan trong nước và thực tế không hòa tan trong methanol. Tuy nhiên, L-altrose đã được phân lập từ các chủng vi khuẩn Butyrivibrio fibrisolvens.
Altrose là C-3 epimer của mannose. Vòng hình dạng của α-altropyranoside linh hoạt so với hầu hết các aldohexopyranoside khác, với idose là ngoại lệ. Trong giải pháp, các dẫn xuất khác nhau của altrose đã được chứng minh là chiếm cả 4C1, OS2 and 1C4-conformations.

Phép chiếu Haworth của nhiều dạng D-altrose